# Ситрус Спрингс (Флорида)
Ситрус Спрингс (енгл. Citrus Springs) насељено је место без административног статуса у америчкој савезној држави Флорида.

## Демографија
По попису из 2010. године број становника је 8.622, што је 4.465 (107,4%) становника више него 2000. године.
| Група             | 2000.         | 2010.         |
| Белци             | 3.752 (90,3%) | 7.100 (82,3%) |
| Афроамериканци    | 93 (2,2%)     | 443 (5,1%)    |
| Азијати           | 27 (0,6%)     | 127 (1,5%)    |
| Хиспаноамериканци | 227 (5,5%)    | 799 (9,3%)    |
| Укупно            | 4.157         | 8.622         |